# Morti nel 1972/Febbraio
| Questa pagina contiene informazioni ricavate automaticamente dalle voci biografiche con l'ausilio del template Bio e di un bot. L'aggiornamento è periodico e automatico e ricostruisce completamente la pagina. Se manca una persona in questa lista, sei pregato di non aggiungerla, ma accertati piuttosto che la sua voce biografica contenga il template Bio e che i dati anagrafici siano correttamente compilati. Se il template Bio manca, inseriscilo tu stesso o, in alternativa, metti l'avviso {{tmp\|Bio}} che ne segnala la mancanza. Se i dati riportati sono sbagliati, correggi direttamente la voce biografica; le modifiche saranno visibili in questa lista entro pochi giorni. Per chiarimenti vedi il progetto biografie. La lista contiene solo le 69 persone che sono citate nell'enciclopedia e per le quali è stato implementato correttamente il template Bio. Pagina aggiornata al 3 mar 2024. |

- 1º febbraio - Joseph T. McNarney, generale statunitense (n. 1893)
- 1º febbraio - Paul Swan, attore, ballerino e pittore statunitense (n. 1883)
- 2 febbraio - Natalie Clifford Barney, scrittrice e poeta statunitense (n. 1876)
- 2 febbraio - Jessie Royce Landis, attrice statunitense (n. 1896)
- 2 febbraio - Yasuma Takada, sociologo e economista giapponese (n. 1883)
- 3 febbraio - Mario Abruzzese, partigiano italiano (n. 1920)
- 3 febbraio - Sverre Grøner, ginnasta norvegese (n. 1880)
- 3 febbraio - John Litel, attore statunitense (n. 1892)
- 4 febbraio - Francesco Banterle, architetto italiano (n. 1886)
- 4 febbraio - Orlando Ward, generale statunitense (n. 1891)
- 5 febbraio - Marianne Moore, poetessa e scrittrice statunitense (n. 1887)
- 5 febbraio - Stefano Pirandello, drammaturgo italiano (n. 1895)
- 6 febbraio - Emil Maurice, politico e generale tedesco (n. 1897)
- 6 febbraio - Julian Steward, antropologo statunitense (n. 1902)
- 6 febbraio - Llewellyn Thompson, diplomatico statunitense (n. 1904)
- 7 febbraio - William Campbell, regista e sceneggiatore statunitense (n. 1884)
- 7 febbraio - Nino Cortese, storico italiano (n. 1896)
- 7 febbraio - Walter Lang, regista e sceneggiatore statunitense (n. 1896)
- 7 febbraio - Howard Pixton, aviatore britannico (n. 1885)
- 8 febbraio - Jim Glass, cestista statunitense (n. 1919)
- 8 febbraio - Markos Vamvakaris, musicista, cantante e compositore greco (n. 1905)
- 9 febbraio - Bella Fromm, giornalista e scrittrice tedesca (n. 1890)
- 9 febbraio - Nikolaj Ivanovič Krylov, generale e politico sovietico (n. 1903)
- 10 febbraio - Peter Matejka, pittore slovacco (n. 1913)
- 11 febbraio - Marian Hemar, poeta e giornalista polacco (n. 1901)
- 11 febbraio - Colin Munro MacLeod, genetista canadese (n. 1909)
- 11 febbraio - Kalle Westerlund, lottatore finlandese (n. 1897)
- 12 febbraio - Amedeo Girard, attore italiano (n. 1893)
- 14 febbraio - Andreas Cervin, ginnasta svedese (n. 1888)
- 14 febbraio - Luigi Garzoni di Adorgnano, compositore e filologo italiano (n. 1890)
- 15 febbraio - Edgar Snow, giornalista, scrittore e sinologo statunitense (n. 1905)
- 16 febbraio - Karl Beck, calciatore e allenatore di calcio austriaco (n. 1888)
- 16 febbraio - Oreste Ferrara, avvocato e politico italiano (n. 1876)
- 16 febbraio - Amleto Lacerenza, compositore, direttore d'orchestra e flautista italiano (n. 1910)
- 17 febbraio - Ceccarius, giornalista italiano (n. 1889)
- 17 febbraio - Jack Alderson, calciatore inglese (n. 1891)
- 17 febbraio - François Devries, calciatore belga (n. 1913)
- 17 febbraio - Friday Hassler, pilota automobilistico statunitense (n. 1935)
- 17 febbraio - Taiko Hirabayashi, scrittrice giapponese (n. 1905)
- 17 febbraio - Gavriil Nikolaevič Popov, compositore sovietico (n. 1904)
- 17 febbraio - Martin Schröttle, hockeista su ghiaccio tedesco (n. 1901)
- 17 febbraio - Edoardo Zavattari, biologo, esploratore e entomologo italiano (n. 1883)
- 18 febbraio - Annibale Carletti, presbitero e militare italiano (n. 1888)
- 19 febbraio - John Grierson, produttore cinematografico, critico cinematografico e regista britannico (n. 1898)
- 19 febbraio - Lee Morgan, trombettista statunitense (n. 1938)
- 19 febbraio - Jirō Yoshihara, artista giapponese (n. 1905)
- 20 febbraio - Maria Goeppert-Mayer, fisica tedesca (n. 1906)
- 20 febbraio - Herbert Menges, direttore d'orchestra e compositore britannico (n. 1902)
- 21 febbraio - Zaid Al-Harb, poeta kuwaitiano (n. 1887)
- 21 febbraio - Marie Dubas, cantante francese (n. 1894)
- 21 febbraio - Luther Lindsay, giocatore di football americano e wrestler statunitense (n. 1924)
- 21 febbraio - Bronislava Fominična Nižinskaja, ballerina russa (n. 1891)
- 21 febbraio - Eugène Tisserant, cardinale, arcivescovo cattolico e orientalista francese (n. 1884)
- 21 febbraio - Zhang Guohua, generale e politico cinese (n. 1914)
- 22 febbraio - Fritz Amundsen, calciatore norvegese (n. 1902)
- 22 febbraio - Paul Grüninger, calciatore svizzero (n. 1891)
- 22 febbraio - Karel Skoupý, vescovo cattolico ceco (n. 1886)
- 24 febbraio - Sven Markelius, architetto svedese (n. 1889)
- 25 febbraio - Guido Baccani, allenatore di calcio, dirigente sportivo e arbitro di calcio italiano (n. 1882)
- 25 febbraio - Hilma Granqvist, antropologa e sociologa finlandese (n. 1890)
- 25 febbraio - Hugo Steinhaus, matematico polacco (n. 1887)
- 26 febbraio - Frederick Beck, lottatore britannico (n. 1883)
- 27 febbraio - Victor Barna, tennistavolista ungherese (n. 1911)
- 27 febbraio - Agostino Bronzi, avvocato e politico italiano (n. 1891)
- 27 febbraio - Alwin Seifert, architetto e scrittore tedesco (n. 1890)
- 27 febbraio - Gustav E. von Grunebaum, storico e arabista austriaco (n. 1909)
- 28 febbraio - Frederick Boylstein, pugile statunitense (n. 1902)
- 29 febbraio - Giulio Bonnard, compositore italiano (n. 1885)
- 29 febbraio - Pietro Ubaldi, filosofo e teologo italiano (n. 1886)